# Benjamin Agosto
Benjamin Alexandro Agosto (Chicago, 15 gennaio 1982) è un ex danzatore su ghiaccio statunitense, di origini portoricane.

## Palmarès

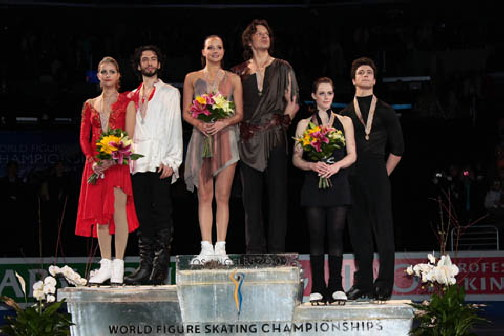
Belbin and Agosto (a sinistra) sul podio al Campionato del mondo 2009

Danza su ghiaccio con Tanith Belbin
| Risultati | Risultati      | Risultati      | Risultati      | Risultati      | Risultati      | Risultati      | Risultati      | Risultati      | Risultati      | Risultati      | Risultati      |
| Internazionali | Internazionali | Internazionali | Internazionali | Internazionali | Internazionali | Internazionali | Internazionali | Internazionali | Internazionali | Internazionali | Internazionali |
| Evento | 1999–00        | 2000–01        | 2001–02        | 2002–03        | 2003–04        | 2004–05        | 2005–06        | 2006–07        | 2007–08        | 2008–09        | 2009–10        |
| --- | -------------- | -------------- | -------------- | -------------- | -------------- | -------------- | -------------- | -------------- | -------------- | -------------- | -------------- |
| Giochi olimpici invernali |                |                |                |                |                |                | 2°             |                |                |                | 4°             |
| Campionati mondiali |                | 17°            | 13°            | 7°             | 5°             | 2°             | 3°             | 3°             | 4°             | 2°             |                |
| Campionati dei Quattro continenti |                |                | 2°             | 2°             | 1°             | 1°             | 1°             | 2°             |                |                |                |
| GP Finale |                |                |                |                | 3°             | 2°             |                | R              | 2°             | R              | R              |
| GP Cup of China |                |                |                |                |                | 1°             |                | 2°             | 1°             | 2°             | 1°             |
| GP Cup of Russia |                |                |                |                | 2°             |                |                | 1°             |                |                |                |
| GP Lalique |                |                | 6°             | 3°             | 4°             |                |                |                |                |                |                |
| GP Skate America |                |                | 5°             | 3°             | 1°             | 1°             | 1°             |                | 1°             | 2°             | 1°             |
| Goodwill Games |                |                | 5°             |                |                |                |                |                |                |                |                |
| Nebelhorn Trophy |                |                |                |                |                |                | 1°             |                |                |                |                |
| Internazionali: Junior |                |                |                |                |                |                |                |                |                |                |                |
| Campionati mondiali | 3°             | 2°             | 1°             |                |                |                |                |                |                |                |                |
| JGP Finale | 4°             | 1°             |                |                |                |                |                |                |                |                |                |
| JGP Canada | 1°             |                |                |                |                |                |                |                |                |                |                |
| JGP Germania |                | 1°             |                |                |                |                |                |                |                |                |                |
| JGP Giappone | 2°             |                |                |                |                |                |                |                |                |                |                |
| JGP Messico |                | 1°             |                |                |                |                |                |                |                |                |                |
| Nazionali |                |                |                |                |                |                |                |                |                |                |                |
| Campionati statunitensi | 1° J.          | 2°             | 2°             | 2°             | 1°             | 1°             | 1°             | 1°             | 1°             | R              | 2°             |
| Eventi a squadre |                |                |                |                |                |                |                |                |                |                |                |
| World Team Trophy |                |                |                |                |                |                |                |                |                | 1S / 1P        |                |
| GP = Grand Prix; JGP = Junior Grand Prix; J. = Categoria Junior; R = Ritirati; S = Risultato della squadra; P = Risultato personale; Medaglie assegnate solo per il risultato della squadra. |                |                |                |                |                |                |                |                |                |                |                |

Danza su ghiaccio con Katie Hill
| Internazionali                                           | Internazionali | Internazionali | Internazionali |
| Evento                                                   | 1995–96        | 1996–97        | 1997–98        |
| -------------------------------------------------------- | -------------- | -------------- | -------------- |
| JGP Bulgaria                                             |                |                | 7°th           |
| JGP Slovacchia                                           |                |                | 10°            |
| Nazionali                                                |                |                |                |
| Campionati statunitensi                                  | 8° N.          | 3° N.          | 7° J.          |
| Levels: N. = Novice; J. = Junior JGP = ISU Junior Series |                |                |                |